# 디트로이트 그랑프리

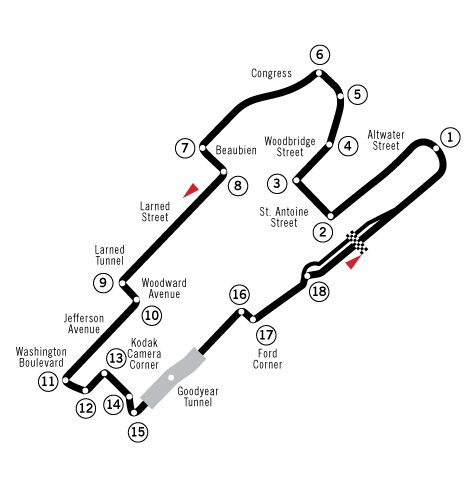

디트로이트 그랑프리(영어: Detroit Grand Prix)는 디트로이트의 F1 경주이다. 1982년부터 1988년까지 미국 미시간주 디트로이트의 디트로이트 스트리트 서킷에서 열린 포뮬러 원 레이스에 적용됐다.

## 같이 보기
- 미국 그랑프리
- 미국 그랑프리 웨스트
- 시저스팰리스 그랑프리
- 댈러스 그랑프리